# Королевские регалии Австрии

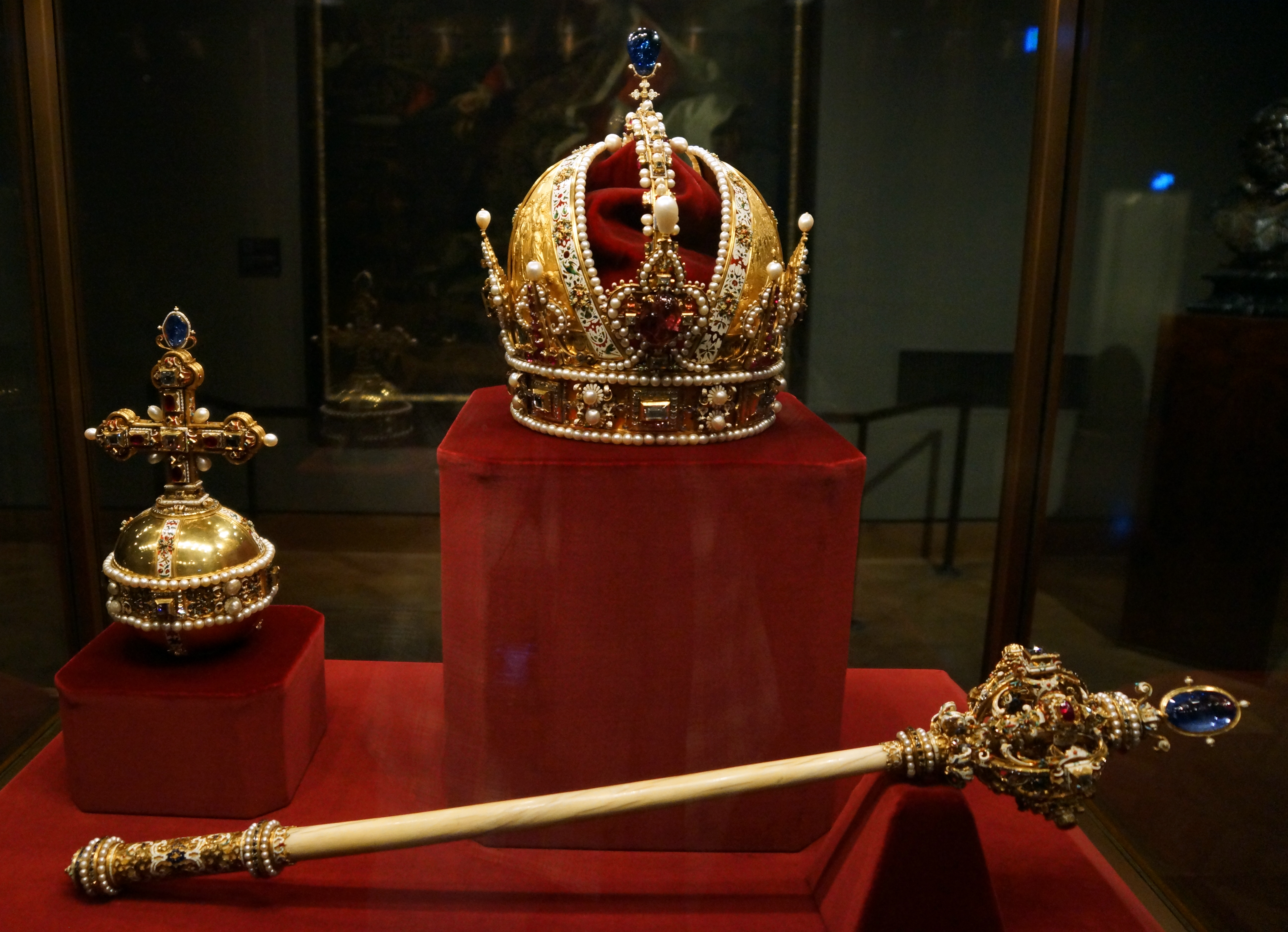
Держава, корона и скипетр императоров Австрии

Королевские регалии Австрии (нем. Insignien und Kleinodien) — термин, обозначающий регалии и облачения, которые использовали императоры Священной Римской империи, а затем императоры Австрии и Австро-Венгрии во время церемоний коронации и исполнения других функций монархов. Регалии включали в себя венцы, скипетры, шары, мечи, кольца, кресты, святые мощи, королевские одежды, а также ряд других объектов, связанных с церемониями. Сохранившиеся к настоящему времени регалии датируются с X по XIX века, отражая более тысячи лет европейской истории, и хранятся в Венской сокровищнице во дворце Хофбург.
Самыми значимыми регалиями являются императорская корона, императорская держава и мантия, коронационные одежды Ломбардо-Венецианского королевства, а также Императорская корона, держава, крест и Святое копьё Священной Римской империи. Первые пять артефактов регалий также называются Weltliche Schatzkammer («светские/мирские сокровища»), а церковная компонента регалий называется Geistliche Schatzkammer («Церковные сокровища»). Церковные сокровища находятся в Музее истории искусств в Вене.

## История

### Регалии Священной Римской империи

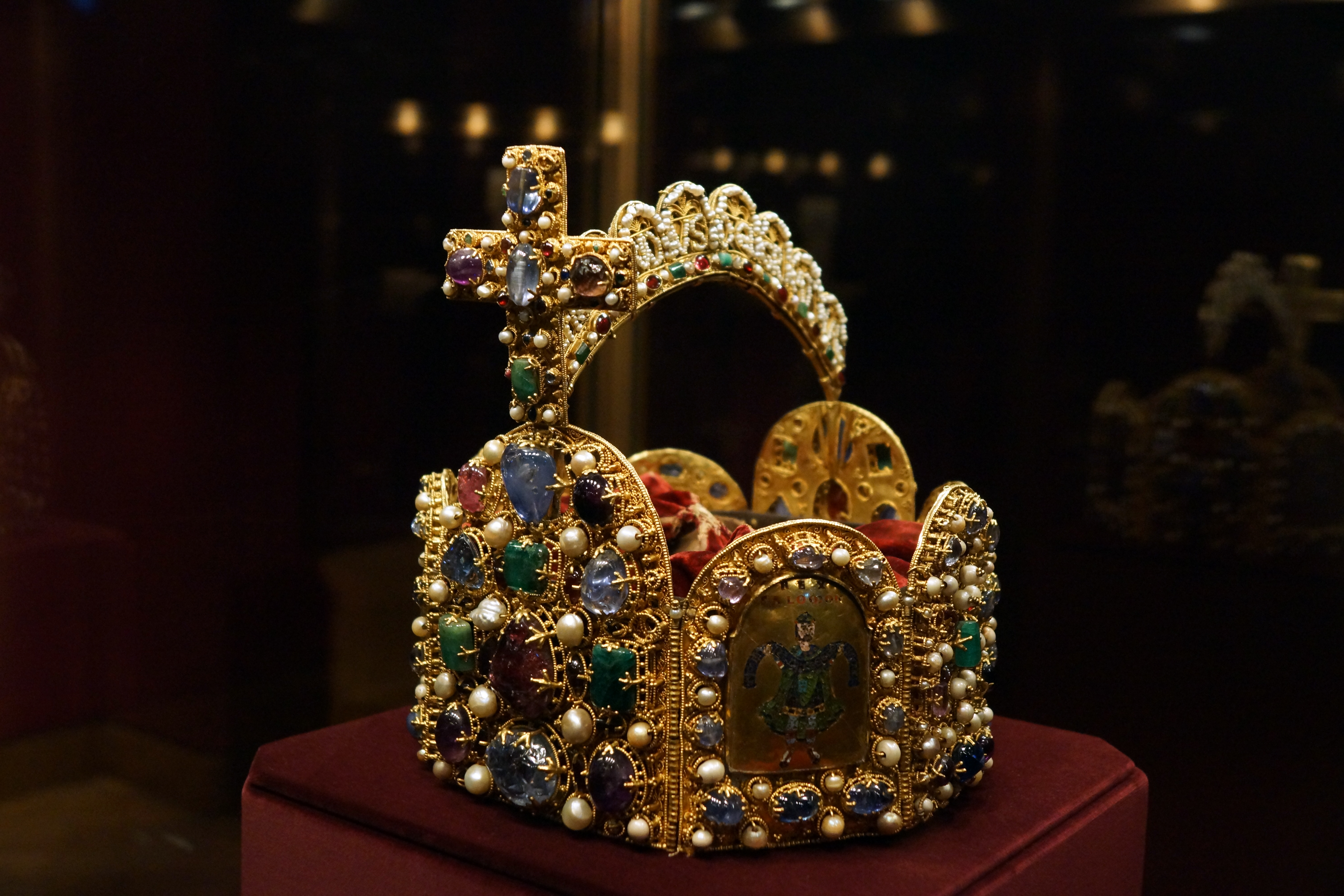
Корона Карла Великого

Имперские клейноды — атрибуты императорской власти правителей Священной Римской империи, являвшейся одной из исторических предшественниц Австрийской империи. Династия Габсбургов, занимавшая австрийский трон с 1282 года, также правила Священной Римской империей с 1438 по 1806 годы (с кратким перерывом в 1742—1745 годах). Корона Священной римской империи, вероятно, использовалась впервые для коронации Конрада II из Салической династии, состоявшейся в Риме в 1027 году, а в последний раз — для коронации Франца II в 1792 году.
Имперские клейноды в настоящее время хранятся в сокровищнице Хофбургского замка и делятся на две части: «Нюрнбергские клейноды», хранившиеся с 1424 по 1796 годы в Нюрнберге, и «Ахенские клейноды», хранившиеся в Ахене до 1794 года. В 1796 году, в ходе французских революционных войн, когда Австрии угрожала французская армия, клейноды были вывезены в Вену из соображений безопасности и остаются там до настоящего времени. После роспуска Священной Римской империи в 1806 году города Аахен и Нюрнберг много раз пытались вернуть клейноды, но безуспешно. Лишь после аншлюса Австрии 1938 года по распоряжению Гитлера клейноды были вновь вывезены в Нюрнберг, где находились до конца войны. После освобождения Нюрнберга от нацистов американской армией клейноды были найдены американскими оккупационными властями и в 1946 году возвращены в Вену.
Имперские клейноды включают многочисленные артефакты, некоторые из которых имеют возраст более тысячи лет. Это одна из наиболее полных коллекций средневековых королевских регалий. Некоторые из наиболее значимых артефактов:
- Имперское Евангелие
- Кошелёк Святого Стефана
- Меч Карла Великого
- Корона Карла Великого
- Имперский крест
- Святое копьё
- Имперский меч
- Имперская  держава
- Коронационная мантия
- Имперский Скипетр
- Церемониальный меч
- Реликварии.

### Регалии австрийского герцогства

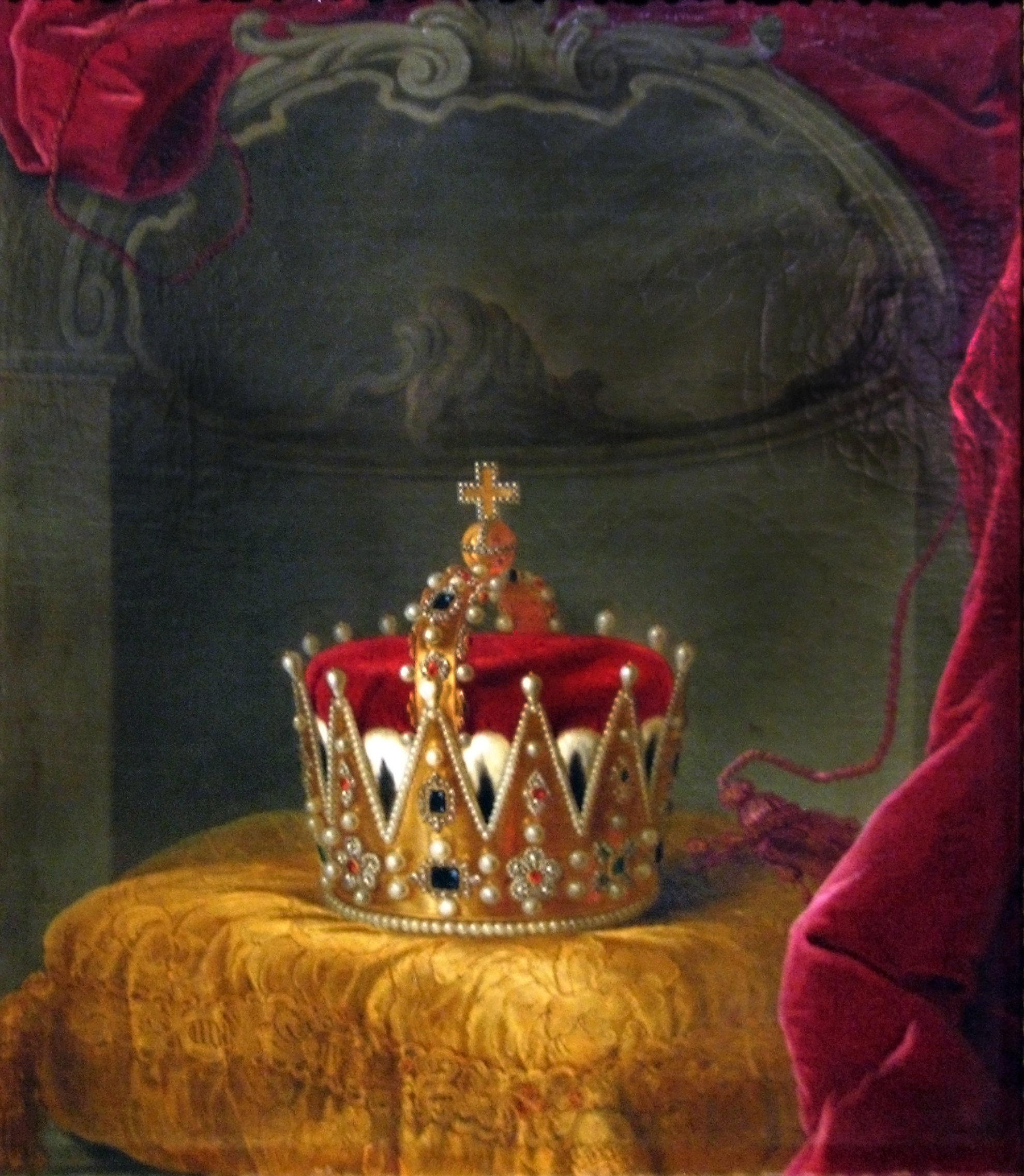
Шапка эрцгерцога Иосифа II

Австрия до середины XII века была Восточной маркой, а в 1156 году была выделена из состава Баварии в самостоятельное герцогство германского рейха, подчинённое императору, которое впоследствии получило статус эрцгерцогства. До 1246 года в австрийском герцогстве, а затем — в эрцгерцогстве правила династия Бабенбергов. После гибели в 1246 году последнего представителя династии Бабенбергов, герцога Фридриха II, на некоторое время власть захватил король Богемии Отакар II, который в 1278 году потерпел поражение от короля Германии Рудольфа I Габсбурга и его сыновей Альбрехта и Рудольфа. Альбрехт Австрийский был герцогом Австрии с 1282 года (совместно с братом Рудольфом II до 1 июня 1283 года, затем самостоятельно), королём Германии c 27 июля 1298 года и основателем династии Габсбургов на австрийском престоле (с 1282 года). Церемония интронизации Альбрехта I как нового эрцгерцога Австрии носила фактически характер не коронации, а оммажа (Erbhuldigung).
Регалии австрийских герцогов включают шапку эрцгерцога, которая была изготовлена для коронации Иосифа II в качестве германского короля в 1764 году. Держава и скипетр использовались в качестве королевских регалий королями Богемии до начала XVII века.
- Шапка эрцгерцога Австрии хранится в настоящее время в монастыре Клостернойбург в Нижней Австрии.
- Шапка герцога Штирии хранится в Landesmuseum Joanneum в Граце, Штирия.

### Бургундское наследство и орден Золотого руна

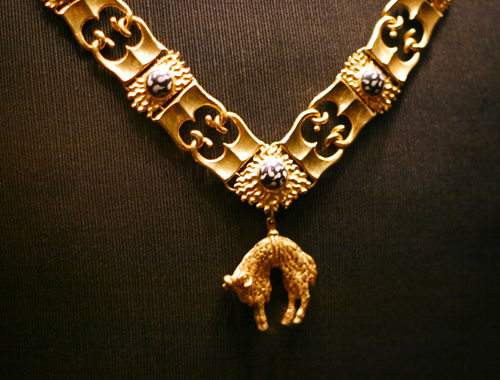
Цепь рыцаря ордена Золотого руна

Бургундское наследство — регалии, оставшиеся от некогда огромных сокровищ герцогов Бургундии. Хотя собственно герцогство Бургундия с 1477 года было захвачено Францией, Габсбурги контролировали оставшуюся часть бургундского наследства, а именно Австрийские Нидерланды (примерно соответствующие современной Бельгии) и Вольное графство Бургундия (Франш-Конте), до тех пор пока в конце XVIII века Австрийские Нидерланды не были захвачены Французской республикой. Австрийские Габсбурги носили титул герцогов Бургундии с 1713 по 1795 годы.
Орден Золотого Руна был одним из самых престижных орденов в средние века и существует в настоящее время, наряду с Орденом Подвязки. Орден Золотого Руна был основан герцогом Бургундии Филиппом Добрым (правил в 1419—1467) и принцессой Изабеллой Португальской в 1430 году. В настоящее время главой ордена является Карл Габсбург-Лотарингский, глава дома Габсбургов. Легенда о золотом руне восходит к известному греческому мифу, согласно которому Ясон и аргонавты похитили золотое руно из Колхиды.
Бургундское наследство включает различные предметы ордена — цепи рыцарей, атрибуты Герольда ордена, церковные одежды, алтари и т. д., а также драгоценный кубок, который был вырезан для Филиппа Доброго из цельного куска горного хрусталя.

## Церковные сокровища
Церковные сокровища (Geistliche Schatzkammer) включают кресты, алтари, реликварии, иконы, статуи святых и другие предметы, которые использовались для отправления религиозных церемоний двором Габсбургов. Коллекция церковных сокровищ включает большое количество предметов, поэтому в постоянной экспозиции представлена только их часть, остальные находятся в запасниках. Наиболее известные артефакты включают:
- Крест короля Людовика Великого, изготовленный из золота с позолоченным серебром, эмали и драгоценных камней. Согласно легенде, в нём хранятся фрагменты Животворящего Креста. Этот крест принадлежал королю Венгрии Людовику I, и был изготовлен между 1370 и 1382 годами, вероятно, в Венгрии или в Неаполе;
- Домашний алтарь из яшмы работы Оттавио Мизерони, изготовлен в Праге, вероятно, около 1620 года;
- Реликварий с гвоздём от Животворящего Креста, изготовен в Аугсбурге в середине XVII века;
- Изображение Девы Марии, изготовленное художником из индейцев пурепеча Хуаном Батиста Куирисом в Мичоакане, Мексика, около 1550—1580 годов. Это изображение Девы Марии, полностью изготовленное из перьев колибри и попугаев. Коллекция австрийских регалий насчитывает семь подобных изображений из перьев, и является крупнейшим в мире собранием такого рода артефактов. В своё время они входили в коллекцию императора Рудольфа II.
- Рог единорога — первоначально предполагалось, что это рог единорога, который ценился дороже золота благодаря приписываемым ему магическим целебным силам. Из него изготовлена рукоять королевского меча, а также кружка. На самом деле, рог, вероятно, является костью нарвала.
- Агатовая чаша[англ.] (Achatschale) — чаша из агата с надписями, относящимися к Иисусу Христу. Некоторое время её рассматривали как Святой Грааль.